# معلم تراثي ذو أهمية ثقافية (إسبانيا)

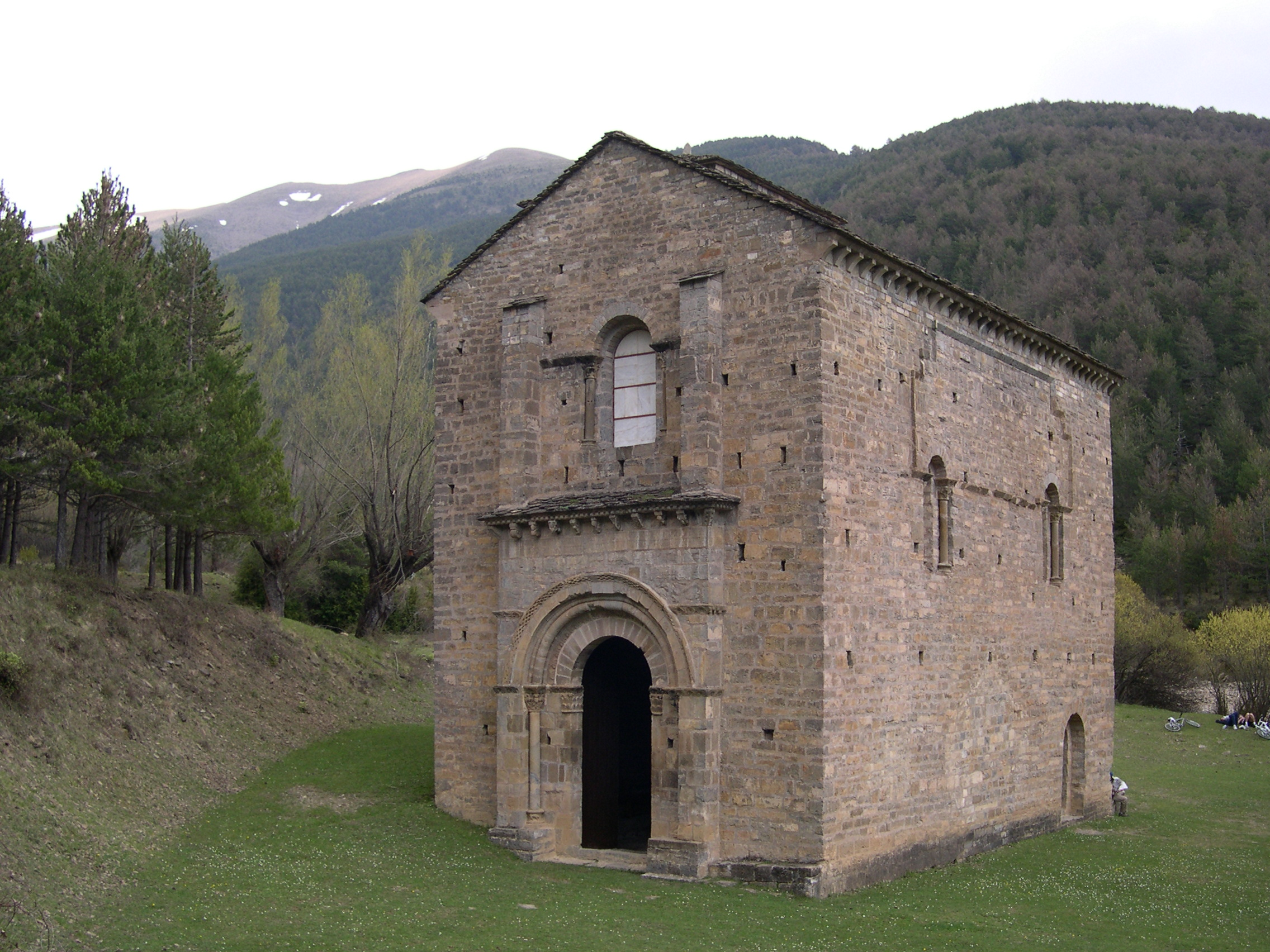

المواقع التراثية ذات الأهمية الثقافية في البلدان الناطقة بالإسبانية (بالإسبانية: Bien de Interés Cultural)‏، والمعروف اختصارًا بـ BIC، هو شكل قانوني لحماية التراث التاريخي الإسباني، سواءً كان منقولًا أو غير منقول.
وقد أشار قانون التراث التاريخي الإسباني إلى أن «بداخل التراث التاريخي الإسباني، وعند منح حماية ووصاية كبيرة للشيء، فإنه يكتسب قيمة فريدة في فئة المعالم التراثية ذات الأهمية الثقافية، والتي تشتمل على المعالم المنقولة وغير المنقولة لهذا التراث التاريخي، بشكل أكثر وضوحًا، وعليه فإنه يتطلب تلك الحماية. وبشكل مماثل لهذه الفئة، هناك أيضًا التدابير اللازمة التي يحددها القانون وفق طبيعة هذه المعالم».

## المفهوم والتنظيم
يوفر الإعلان القانوني للمعالم التراثية ذات الأهمية الثقافية الحماية بموجب القانون 16/1985 الصادر بتاريخ 25 يونيو للتراث التاريخي الإسباني. وفي وقت لاحق، أخذ هذا النطاق أقصى درجة في تشريعات مناطق إسبانيا ذات الحكم الذاتي والكيانات المشاركة في الشروع في الإجراءات والدراسات تحت إشراف وزارة الثقافة للإعلان النهائي. وفي المناطق الأخرى كأقليمي إقليم الباسك وكتالونيا. ويختلف المسمى من مكان لآخر، فيكون مؤهل جيدًا في إقليم الباسك ومعلم تراثي ذو أهمية ثقافية وطنية في كتالونيا، إلا أن عملية الإعلان نفسها تأتي من الجهة ذاتها. فيما تخضع الأندلس لمواقع التراث التاريخي والمعالم ذات الأهمية الثقافية الت يحكمها قانون 14/2007 الصادر بتاريخ 26 نوفمبر.

## التعريف القانوني
وفقًا للقانون، فإن المعالم التراثية ذات الأهمية الثقافية تشمل كل الشياء المنقولة وغير المنقولة ذات القيمة الفنية والتاريخية والحفريات والأثرية  والعرقية والعلمية والتقنية، كما تم إعلانها من قبل السلطة المختصة. كما أنه من الممكن إدراج التراث الوثائقي الببليوجرافي والمواقع والمناطق الأثرية، فضلًا عن المواقع الطبيعية والحدائق والمنتزهات ذات القيمة الفنية والتاريخية أو الأنثروبولوجية.